# Поклонение волхвов (Рубенс, Мадрид)

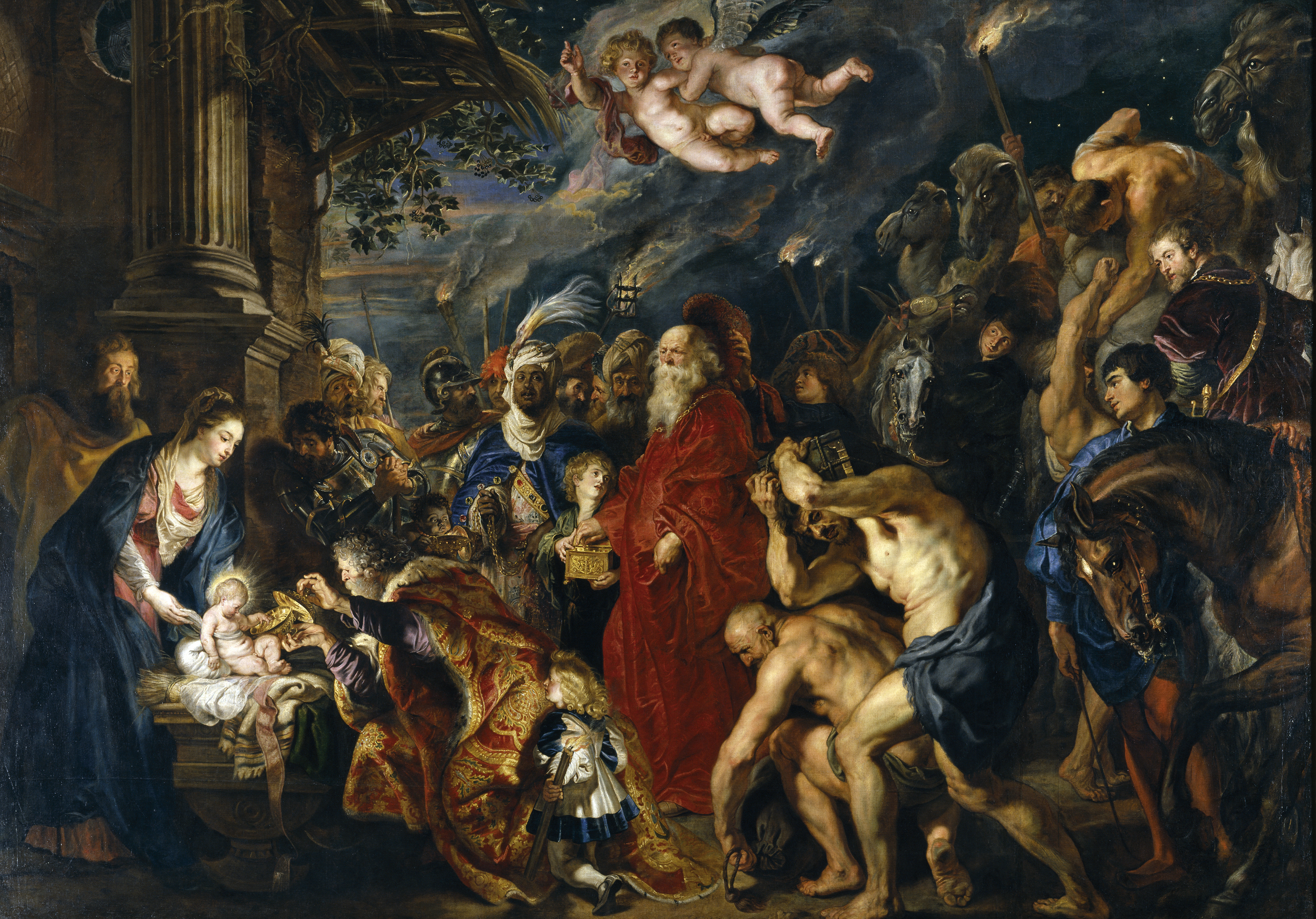
«Поклонение волхвов», Рубенс. Размеры: 355.5 см x 493 см. Местоположение: Музей Прадо

«Поклоне́ние волхво́в» — картина больших размеров времён Фламандского барокко, нидерландского художника Питера Пауля Рубенса. Он написал её в 1609 году и затем внёс большие изменения в период второго визита в Испанию между 1628 и 1629 годами. На данный момент картина находится в Музее Прадо в Мадриде.
Работа является одним из многих произведений Рубенса на данную тему, включая картины написанные в 1616—1617 годах, а также в 1624 году

## Предыстория
К концу 1608 года Антверпен готовился принять мирную делегацию с целью обсуждения прекращения войны между Испанией и Республикой Соединённых провинций. Переговоры должны были состояться в Антверпенской ратуше в период между 28 мартом и 9 апрелем 1609 года. Результатом данного переговоров стало Двенадцатилетнее перемирие. На них возлагались большие надежды, как и на экономическое процветание, которое должно было начаться после мира или перемирия. Дело в том, что Антверпен был большим центром торговли, который находился в упадке из-за блокады города. В 1609 году городской совет принял решение заказать работу для места проведения переговоров. Художником выбрали Рубенса из-за его непосредственного знания итальянского искусства. На момент возвращения Рубенса в Антверпен он уже был самым известным художником города. За работу ему заплатили 1,800 флоринов.
Тема картины была выбрана так, чтобы показать аллюзию на ту выгоду, которую город собирался получить после заключения перемирия. В музее города Гронинген находится зарисовка работы, а также несколько подготовительных работ, среди которых «Голова чёрного волхва» (в частной коллекции в Лондоне), «Портрет бородатого мужчины» (в Риме, в Национальной галерее старинного искусства Палаццо Корсини) и другие работы, находящиеся в Музее Бойманса — ван Бёнингена в Роттердаме. В частной коллекции в Лондоне также имеется этюд ко всей работе, что позволяет воспроизвести вид оригинала.
Весной 1612 года Родриго Кальдерон, доверенное лицо герцога Лерма, посетил Испанские Нидерланды в качестве международного посла короля Испании, предположительно с заданием сменить перемирие на постоянный мирный договор. Власти города подарили картину Кальдерону, однако в 1621 году тот пал в немилость и был казнён. В 1623 году испанский король Филипп IV (король Испании) купил картину на распродаже собрания Кальдерона и повесил её в Мадридском Алькасаре
В сентябре 1628 года Рубенс совершил вторую поездку в Испанию, откуда уехал 29 сентября 1629 года. Его призвали туда, чтобы проинформировать короля о его переговорах о мире с Британией, однако художнику также позволили переделать свою работу. Франсиско Пачеко в своей работе «Искусство живописи» написал, что Рубенс внёс некоторые изменения в картину «Поклонение Волхвов», которая находилась во дворце. Изменения являлись полной переработкой, с улучшением некоторых деталей, добавлением полос к верхнему и правому краям картины (изначальные её размеры составляли 259 см к 381см) и изменению стиля, который в 1620х годах находился под влиянием работ Тициана.
Картина стала очень популярной работой королевского собрания Испании и, когда Мария Анна Пфальц-Нейбургская предложила отправить её в качестве подарка своему отцу, Филиппу Вильгельму, курфюрсту Пфальца, её предложение было отклонено её мужем, королем испании Карлом II. В 1734, во время пожара в королевском Алькасаре в Мадриде, картину пришлось срезать с рамки ножом и в свёрнутом виде выкинуть в окно — порезы и вздутия краски(вызванные жаром огня) до сих пор видны, хотя, помимо этого, картина осталась невредимой. После инцидента её повесили в Королевском дворце в Мадриде, построенном на том же месте, откуда она затем была перевезена в Музей Прадо, в реестре произведений которого картину впервые упомянули в 1834 году. В 2004 году картина была полностью отреставрирована.